# Mia Audina
Mia Audina Tjiptawan (* 22. August 1979 in Jakarta) ist eine ehemalige Badmintonspielerin. Bis ins Jahr 2000 startete sie für Indonesien und von 2000 bis 2006 erfolgreich für die Niederlande. Audina spielte zuletzt für den niederländischen Badmintonmeister Conservatrix/Velo.

## Werdegang
Audina begann schon sehr früh mit dem Badminton. Bereits im Alter von 11 Jahren spielte sie auf höchstem Niveau, ihre Eltern zügelten aber ihre sportliche Karriere, da sie erst die Schule beenden sollte. Nach dem Schulabschluss konzentrierte sich Audina unter der Trainingsleitung ihres Vaters voll auf den Sport und entwickelte sich zu einer der besten Nachwuchsspielerinnen Indonesiens.
Bereits im Alter von 13 Jahren wurde Audina Mitglied der indonesischen Nationalmannschaft. Damit war sie die jüngste Spielerin, die jemals für Indonesien gestartet ist. 1994 gewann sie mit der Nationalmannschaft den Uber Cup. Audina sorgte dabei für den entscheidenden Punktgewinn und wurde dadurch zur Volksheldin. Im gleichen Jahr gewann sie mit der Nationalmannschaft den Weltmeistertitel.
Im Alter von 16 Jahren nahm Audina in Atlanta erstmals an den Olympischen Spielen teil und gewann im Einzelwettbewerb die Silbermedaille. Danach kam ihre Karriere für einige Jahre ins Stocken. Sie pflegte ihre kranke Mutter bis zu deren Tod im April 1999. Im Juli 1999 erhielt sie vom indonesischen Badminton-Verband die Mitteilung, dass sie nicht mehr für die indonesische Nationalmannschaft berücksichtigt würde.
1999 heiratete sie den niederländischen Gospelsänger Tylio Lobman und zog mit ihm nach Rotterdam. Dort nahm sie ihr intensives Badmintontraining wieder auf. Als der indonesische Badminton-Verband ihren Plänen, in den Niederlanden zu trainieren, aber weiterhin für Indonesien zu starten, nicht zustimmte, nahm Audina 2000 die niederländische Staatsbürgerschaft an.
Im März 2000 erhielt sie die Zusage, für die Niederlande bei den Olympischen Spielen in Sydney starten zu können. Dort schied Audina aber bereits im Viertelfinale des Einzelwettbewerbes aus. 2002 gewann Audina bei den Europameisterschaften die Silbermedaille und wurde 2003 in Birmingham Dritte der Weltmeisterschaften.
Im April 2004 wurde Audina Europameisterin im Einzelwettbewerb. Mit diesem Sieg verbesserte sie sich auf Platz 2 der Weltrangliste. Bis Juli 2004 hatte Audina insgesamt neun Grand-Prix-Turniere gewonnen. Am 19. August 2004 gewann Mia Audina bei den Olympischen Spielen in Athen die Silbermedaille. 2005 gewann sie die Damen-Einzelkonkurrenz bei den Strasbourg Masters.
Am 16. August 2006, kurz vor den Weltmeisterschaften in Madrid, überraschte sie die Badmintonwelt mit der Bekanntgabe ihres Rücktritts. Grund dafür seien sich häufende Verletzungen und nur langsam auskurierende Erkrankungen.

## Turniererfolge

### Dameneinzel
- Uber Cup – 1994
- Indonesia Open 1998
- Swiss Open – März 2002
- Dutch Open – 27. Oktober 2002
- Korea Open – 13. April 2003
- Chinese Taipei Open – 9. November 2003
- Japan Open – 11. April 2004 (im Finale besiegte sie die Weltranglistenerste Gong Ruina)
- Europameisterin – 24. April 2004

### Damendoppel
- German Open – 10. November 2002
- BMW Open Int – 8. Dezember 2002
- Europameisterin – 24. April 2004
- Dutch Open – 16. Oktober 2005